# سنترپوینت انرژی
سنترپوینت انرژی (انگلیسی: CenterPoint Energy) شرکت انرژی آمریکایی است، که در زمینه توزیع برق و گاز طبیعی فعالیت می‌کند.